# Linum album
Linum album är en linväxtart som beskrevs av Ky. och Pierre Edmond Boissier. Linum album ingår i släktet linsläktet, och familjen linväxter. Inga underarter finns listade i Catalogue of Life.